# Carsten Juel-Christiansen
Carsten Juel-Christiansen (født 30. juni 1944, død  29. november 2019) var en dansk arkitekt og professor i bygningskunst ved Kunstakademiets Arkitektskole. Han blev i 2005 udpeget til udvalget for arkitektur til Kulturkanonen.
Carsten Juel-Christiansen blev uddannet på Kunstakademiet i 1970, som senere efterfulgtes af et kandidatstipendiat sammesteds (1980-1983). Han fungerede sideløbende som som praktiserende arkitekt, fra 1976 i egen tegnestue, samt underviser og forsker på Kunstakademiet. Her blev han i 1994 udnævnt til professor. Han havde endvidere et gæsteprofessorat ved Universitat Polytecnica de Catalunya i Barcelona. Han var formand for Akademirådets Bygningskunstudvalg og kommissær for det danske bidrag til Den Internationale Arkitekturbiennale i Venedig i 2000. 

## Hædersbevisninger
- 1986: Modtager af Eckersberg Medaillen
- 1986: Modtager af Statens Kunstfonds 3-årige arbejdslegat
- 1991: Modtager af The Donside Graphic Design Award